# Euophrys jirica
Euophrys jirica är en spindelart som beskrevs av Zabka 1980. Euophrys jirica ingår i släktet Euophrys och familjen hoppspindlar. Inga underarter finns listade i Catalogue of Life.